# Vinoba Bhave
Vinoba Bhave (gebürtig Vinayak Narahari Bhave; Marathi विनोबा भावे IAST Vinobā Bhāve; * 11. September 1895 in Gagode, Maharashtra; † 15. November 1982 in Paunar, Maharashtra) war ein indischer Freiheitskämpfer und Anhänger Gandhis. Er sah sich als dessen spiritueller Nachfolger. Nach der Unabhängigkeit trat er als Sozialreformer auf, der durch die von ihm begründete Bhudan-Bewegung die friedliche massenhafte Umverteilung von Landbesitz erreichte.

## Lebensweg

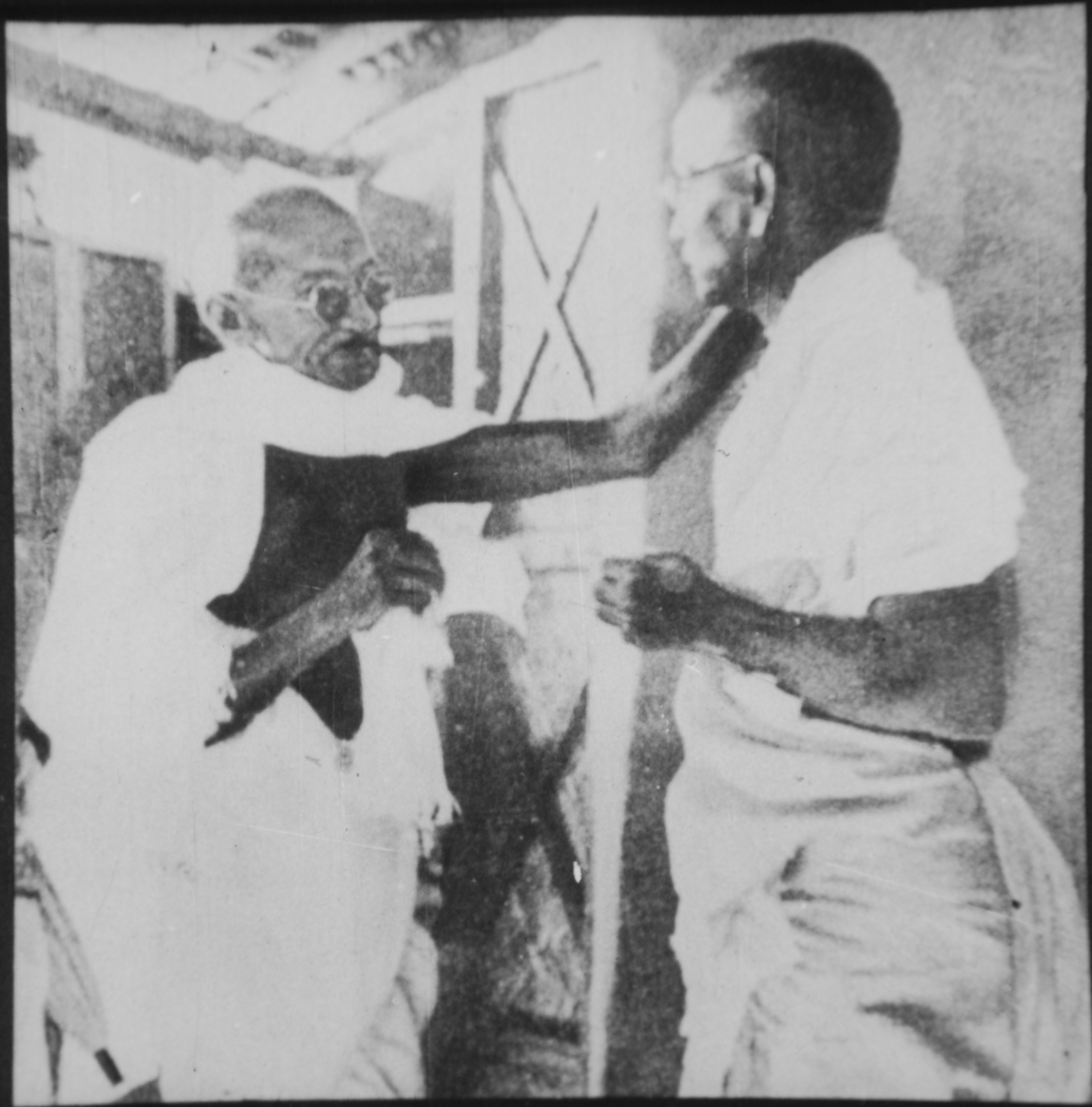
Vinoba und Gandhi

Vinoba Bhave entstammte einer wohlhabenden Brahmanenfamilie. Seine Mutter war die tiefgläubige Rukmini Devi. Er war das älteste von fünf Kindern und hatte eine Schwester. Von seinen drei Brüdern starb einer jung, zwei, Balkoba und Shivaji wurden ebenfalls zölibätäre Sozialaktivisten. Bereits im Alter von 10 Jahren soll er sich entschlossen haben, ein heiliges Leben zu führen und unverheiratet zu bleiben.
Er besuchte ein College in Gagode und sollte in Bombay Ingenieurwissenschaften studieren. Er löste sich aber als Student vom Elternhaus. Außer Englisch und Französisch beherrschte er acht indische Sprachen. Als 46-Jähriger begann er Arabisch zu lernen. Er war zeitlebens von hinduistischen Idealen durchdrungen und bezog seine moralischen Prinzipien aus der Bhagavad-Gita.
Zunächst hatte er Kontakt zu einer terroristischen Gruppierung und wollte durch einen Sprengstoffanschlag Aufsehen erregen. 1916 hörte er von Gandhi. Im Kochrab-Ashram in Ahmedabad traf er am 7. Juni 1916 Gandhi, der bald darauf an seinen Vater, der lange nichts von ihm gehört hatte, schrieb: „Euer Sohn ist bei mir. Geistlich hat er einen Stand erreicht, den ich selbst erst nach langem Ringen erreichen konnte“. Nach der erfolgreichen Champaran-Kampagne stieß er endgültig zur nationalen Unabhängigkeitsbewegung. Vinoba lebte fortan fast besitzlos und widmete sich nun dem Spinnen von Khadi sowie der Reinigung von Latrinen. Er erkannte, dass er ein tieferes Verständnis der heiligen hinduistischen Schriften erlangen sollte, deshalb studierte er ein Jahr in Benares Sanskrit und Theologie. Danach kehrte er zu Gandhi zurück.
Als Djamnalal Bajaj, einer der reichsten indischen Kapitalisten, Gandhi Land für ein Ashram geben wollte, sandte Gandhi Vinoba mit Bajaj (8. April 1921). Zwei Kilometer von Wardha entfernt, legten sie den Grundstein für das Mahila-Ashram, das Zentrum Gandhi'scher Aktivitäten wurde. 1923 wurde er zuerst in Nagda, dann in Akola für mehrere Monate inhaftiert, weil er bei der Satyagraha von Nagpur eine führende Rolle gespielt hatte.
Während seiner Kampagnen für Gandhis Satyagraha wurde Vinoba 1932 erneut verhaftet und in Dhulia (auch: Dhule). West Kandesh, Bombay, sechs Monate festgehalten. Während der Gefangenschaft in Dhule sprach er an 18 aufeinander folgenden Sonntagen, vom 21. Februar bis zum 19. Juni 1932 zu seinen Mitgefangenen im Gefängnis über die Bhagavad-Gita. Er hielt diese Vorträge in seiner Muttersprache Marathi. Später wurden sie in zahlreiche indische Sprachen und Englisch übersetzt. Mehr als eine Million Exemplare davon wurden bisher verkauft. Die Vorträge wurden 1974 auf Deutsch veröffentlicht.
Bajaj stellte ihm nach seiner Entlassung zur Erholung ein Ferienhaus zur Verfügung. Am 23. Dezember 1932, zog er nach Nalwadi (etwa 3 km von Wardha), wo er versuchte sich nur durch das Spinnen zu unterhalten. Vinoba kehrte dorthin immer wieder zurück, sein Sabarmati-Ashram entwickelte sich darum.
1940 wählte Gandhi, für seine Umgebung überraschend, Vinoba zum ersten Einzel-Satyagrahi. Die angekündigte Aktion – das öffentliche Verlesen eines durch die Zensur verbotenen aufrührerischen Textes – brachte ihn dann 1940–41 dreimal ins Gefängnis von Nagpur, für respektive 3, 6 und 12 Monate. Dort verfasste er die Svaraj Shastras über die Maximen der Unabhängigkeit. Von der blutigen Teilung Indiens und der neuen nationalistischen Regierung enttäuscht, zog er sich nach Paunar zurück. Zum Dienst am Gemeinwohl formte er die Sarvodaya Samaj („Gesellschaft zum Dienst an Allen;“; gegr. 8. März 1948) und Sara Seva Sang („Versammlung zur Verbesserung der Lebensbedingungen“). In späteren Jahren gründete und leitete auch die Shanti Sena-Bewegung („Friedensfreiwillige“), die im Geiste Gandhis zur friedlichen Konfliktlösung und sozio-ökonomische Reformen beitragen soll.
Erst 1951 kam er aus der Zurückgezogenheit und widmete sich der Landumverteilung im Rahmen seiner Bhudan-Bewegung. Insgesamt soll er dabei 60000 km zu Fuß durch Indien zurückgelegt haben. Seine einzige „Auslandsreise“ unternahm Vinoba 1962, als er in Ostpakistan 19 Tage lang seine Ideen bekanntmachte. Nach der Sarvodaya-Konferenz in Rajgir kehrte er in sein Ashram zurück, wo er nach nun 13-jähriger Wanderung sich dem Aufbau einer Frauen-Abteilung (Brahma Vidya Mandi) widmete. Nach einem Jahr trat der 75-jährige nochmal eine vierjährige Kampagne durch Bihar an.
Die letzten Jahre seines Lebens verbrachte er in Paunar. Er unterstützte die Indian Emergency der Premierministerin Indira Gandhi, die er Anushasana Parva („Zeit für Disziplin“) nannte. Insbesondere die – an sich sinnvollen – Maßnahmen zur Geburtenkontrolle hielt er für richtig, wofür er, ebenso wie für seine als übermäßig empfundene Imitation Gandhis kritisiert wurde, unter anderem auch von V. S. Naipaul in einigen Essays.
Seine letzte Kampagne startete er im Dezember 1976. Er wandte sich gegen das Schlachten von Rindern und fastete für ein entsprechendes Schutzgesetz.
Als er am 8. November 1982 einen Herzinfarkt erlitt, erkannte er den herannahenden Tod und verweigerte jede Medikation und weitere Nahrungsaufnahme. Er starb am 15. des Monats. Indira Gandhi hat ihn noch kurz vor seinem Tod aufgesucht.

### Bhudan-Bewegung
Unmittelbar nach der Unabhängigkeit wurde innerhalb der Regierung die Einführung einer Obergrenze für ländlichen Landbesitz diskutiert. Im ersten Fünfjahresplan 1951 wurde dieses Konzept festgeschrieben, wobei als Limit die dreifache Größe einer wirtschaftlich tragfähigen Hofstelle angesetzt wurde. Die Bundesstaaten sollten Ausführungsgesetze erlassen. Mangelnde Katasterdaten, später dann der wachsende Widerstand der besitzenden Klassen, verhinderten jedoch eine zügige Umsetzung.
In einer Atmosphäre, in der die Landbesitzer Enteignungen fürchten mussten, rief Vinoba am 18. April 1951 die Bhunidan-Yagna-Bewegung, abgekürzt Bhudan, (Hindi भूदान IAST bhūdān; Urdu بھو) ins Leben. Die Idee war, durch freiwillige Übergabe von Ackerland den Frieden innerhalb der Gesellschaft zu erhalten. Im Gebiet von Telangana, wo die rücksichtslose Ausbeutung der Bauern zu kommunistischen Aufständen und deren blutiger Unterdrückung geführt hatte, forderte er zum ersten Mal Land für die Landlosen. Dabei stand er im Gegensatz zu Bestrebungen linker Kräfte, die er für gottlos hielt. Als erster bot Rama Chandra Rao in Pochampalli (im Distrikt Krishnagiri) 100 Acres an.
Er schwor im Juni 1951 so lange durch Indien zu wandern, bis er 5 Millionen Acres Bodenfläche von Grundbesitzern für landlose Dorfbewohner gesammelt hatte. „Ich bin gekommen, um Euch in Liebe zu plündern.“ Zum Erstaunen aller Skeptiker gelang es ihm schon in den ersten 5 Jahren, Zusagen für dieses erste Ziel zu erreichen. Bis 1957 hatte Vinoba etwa 20.000 km zu Fuß zurückgelegt und etwa zwei Millionen Hektar Land zur Umverteilung geschenkt bekommen. Insgesamt sammelte er etwa 2,5 Mio. Hektar (= 4,1 Mio. acres). Die Regierung Nehrus förderte sein Programm ab 1954 insofern, als es Maßnahmen zur vereinfachten Landübertragung einführte und auf die Erhebung von Grunderwerbssteuer und Schreibgebühren verzichtete. Trotzdem handelte es sich oft um geringwertiges Land, das abgegeben wurde. Korruption und andere Schwierigkeiten führten dazu, dass bis 1974 effektiv „nur“ 1,3 Mio. nützliche Acres an neue Eigentümer gingen. Als Weiterentwicklung des Konzepts wurde Gramdan, kommunaler Besitz allen dörflichen Landes unter Verwaltung eines üblicherweise fünfköpfigen gewählten Selbstverwaltungsorgans, propagiert. Der bedeutende sozialistische Politiker Jayprakash Narayan verschrieb 1954 sein Leben der Bewegung, jedoch kam es 20 Jahre später zum Zerwürfnis.
Nach 1974, als Vinoba sich aus der Führung zurückzog, verlor die Bewegung an Dynamik; das Einschwenken der indischen Regierung auf neo-liberalen Kapitalismus seit 1990 hat ihr fast vollends den Garaus gemacht.

### Ehrungen
Vinoba war 1958 der erste Träger des internationalen Ramon-Magsaysay-Preises for Community Leadership. Papst Paul VI., der sich zum 38. eucharistischen Weltkongress Dezember 1964 in Indien aufhielt, ließ ihm über den Premier eine Goldmedaille überreichen. Den höchsten indischen Orden Bharat Ratna erhielt er postum 1983.
Die staatliche Vinoba Bhave University in Hazaribag, eine Abspaltung der Ranchi University wurde am 17. September 1982 gegründet.

## Werke
- Literatur von und über Vinoba Bhave im Katalog der Deutschen Nationalbibliothek
- Vinoba Bhave: Gespräche über die Gita. Hinder + Deelmann, Gladenbach 1999, ISBN 3-87348-090-5.
- Vinoba Bhave: Struktur und Technik des Inneren Friedens. Verlag Hinder und Deelmann, Gladenbach 1976, ISBN 3-87348-097-2.
- Vinoba Bhave; Swaraj Śastra; 1973

Vinoba schrieb üblicherweise in seiner Muttersprache Marathi. Auch seine ins Englische übersetzten Bücher erschienen in dem seiner Bewegung angeschlossenen Verlag Sarva Seva Sangh Prakashan in Varanasi.